# Marathon van Parijs 1992
De marathon van Parijs 1992 werd gelopen op zondag 29 maart 1992. Het was de zestiende editie van deze marathon.
Ditmaal kwam de winnaar bij de mannen uit eigen land: de Fransman Luis Soares zegevierde in 2:10.03. Hij won hiermee $34.200 aan prijzengeld. Aangezien deze editie ook dienstdeed als Frans kampioenschap op de marathon, veroverde hij met deze overwinning tevens de Franse titel.
De Russische Tatyana Titova kwam bij de vrouwen als eerste over de streep in 2:31.12. De Franse titel op de marathon bij de vrouwen ging naar de tweede aankomende vrouw van de wedstrijd, Sylvie Bornet.

## Uitslagen

### Mannen
| rang   | naam                   | land | tijd    |
| ------ | ---------------------- | ---- | ------- |
| Goud   | Luis Soares            | FRA  | 2:10.03 |
| Zilver | Pascal Zilliox         | FRA  | 2:11.11 |
| Brons  | Jean-Baptiste Protais  | FRA  | 2:12.23 |
| 4      | Csaba Szucs            | HUN  | 2:12.34 |
| 5      | Jean-Michel Charbonnel | FRA  | 2:12.39 |
| 6      | Mario Sousa            | POR  | 2:12.43 |
| 7      | Yoshito Hashiguchi     | JPN  | 2:12.46 |
| 8      | Ahmed Salah            | DJI  | 2:13.29 |
| 9      | Gyula Borka            | HUN  | 2:13.34 |
| 10     | Viktor Sidorov         | RUS  | 2:13.55 |
| 11     | Helmut Schmuck         | AUT  | 2:13.59 |
| 12     | Tadayuki Hashimoto     | JPN  | 2:14.34 |
| 13     | Said-Er Rmili          | MAR  | 2:14.37 |
| 14     | Bertrand Itsweire      | FRA  | 2:14.38 |
| 15     | Antonio Salvador       | POR  | 2:14.40 |

### Vrouwen
| rang   | naam                   | land | tijd    |
| ------ | ---------------------- | ---- | ------- |
| Goud   | Tatyana Titova         | RUS  | 2:31.12 |
| Zilver | Sylvie Bornet          | FRA  | 2:32.24 |
| Brons  | Marie-Helene Ohier     | FRA  | 2:33.08 |
| 4      | Irina Kazakova         | FRA  | 2:35.24 |
| 5      | Yekaterina Khramenkova | BLR  | 2:35.35 |
| 6      | Isabelle Guillot       | FRA  | 2:37.13 |
| 7      | Anna Bielinska         | POL  | 2:37.34 |
| 8      | Odile Ohier            | FRA  | 2:38.50 |
| 9      | Tatyana Bultot         | RUS  | 2:40.18 |
| 10     | Dominique Rameau       | FRA  | 2:40.18 |
| 11     | Maryse LeGallo         | FRA  | 2:41.25 |
| 12     | Fabiola Oppliger       | SUI  | 2:42.55 |
| 13     | Elena Yegorova         | RUS  | 2:43.49 |
| 14     | Galina Kuragina        | RUS  | 2:45.37 |
| 15     | Fatima Abaach          | FRA  | 2:46.22 |

1976 ·
1977 ·
1978 ·
1979 ·
1980 ·
1981 ·
1982 ·
1983 ·
1984 ·
1985 ·
1986 ·
1987 ·
1988 ·
1989 ·
1990 ·
1991 ·
1992 ·
1993 ·
1994 ·
1995 ·
1996 ·
1997 ·
1998 ·
1999 ·
2000 ·
2001 ·
2002 ·
2003 ·
2004 ·
2005 ·
2006 ·
2007 ·
2008 ·
2009 ·
2010 ·
2011 · 
2012 · 
2013 ·
2014 ·
2015 ·
2016 ·
2017